# Dermestes laniarius
Dermestes laniarius is een keversoort uit de familie spektorren (Dermestidae). De wetenschappelijke naam van de soort werd in 1802 gepubliceerd door Johann Karl Wilhelm Illiger.